# 國際發明聯盟協會
國際發明聯盟協會（英語：International Federation of Inventors' Associations，縮寫 IFIA），是一個非營利非政府的國際性組織，由丹麥、芬蘭、德國、英國、挪威、瑞典、瑞士等國的發明家協會共同於1968年7月11日在倫敦成立。

## 歷史
IFIA 為世界級發明家協會與組織的非政府組織，成立於 1968 年，主要目標是要為發明家建立國際網路並給予支持，以及爭取共同利益。組織宗旨為散播發明與創新的文化、保護發明家的權利、提倡發明與創業精神。IFIA 於倫敦由七個歐洲國家的發明家代表攜手創立，此七國即為丹麥、芬蘭、德國、英國、挪威、瑞典、瑞士。
IFIA 發展初期，北歐國家、德國、英國、荷蘭、瑞士、法國的協會協助策畫 IFIA 內部活動，貢獻良多。IFIA 初期也與世界智慧財產權組織 (WIPO) 合作。IFIA 也有機會擴大活動範圍，力邀主要為發展中國家的發明家協會加入。
IFIA 創立早期的主要目標為調和專利合作條約 (PCT) 系統中的國家專利法，解決專利的「寬限期」和發明家證照等問題。約 1975 年起，主要目標轉為如何發展教育課程，並提供個人發明家諮詢服務。約 1985 年起，IFIA 的重點則轉向如何邀請多數是發展中國家加入協會。目前已舉辦許多研討會，探討青年與女性發明家相關的議題。IFIA 規章首度於 2004 年修改。

## 與其他組織關係
為確保組織功能持續改善，並符合發明家的要求，IFIA 與許多組織互動合作，舉辦研討會與工作坊，取得技術協助，以擴展其國際關係。合作國際組織包括：
- IFIA 享有瑞士日內瓦聯合國貿易暨發展會議 (UNCTAD) 的觀察員身分 (特殊類別 - 科技)。(參考編號 E3381)
- IFIA 享有瑞士日內瓦世界智慧財產權組織 (WIPO) 的觀察員身分。(參考編號 B3635) 世界智慧財產權組織 (WIPO)
- IFIA 獲得聯合國工業發展組織 (UNIDO) 的諮詢地位。(參考編號 E3386)
- IFIA 也是德國慕尼黑歐洲專利局常務諮詢委員會 (SACEPO) 的會員。(參考編號 D4489) 歐洲專利局 (EPO)
- IFIA 也參與歐洲創新聯盟 (EAI) 之專業協會大會 (Assembly of Professional Society)。

IFIA 依照備忘錄 (MOU) 與目標一致的組織共同合作，打造裨益雙方的環境，進而提倡創新文化，提供發明家擴展溝通網絡的機會。IFIA 活動的各個面向也因雙邊合作而更上一層樓，合作組織包括：
- 聯合國亞洲及太平洋經濟社會委員會 (ESCAP) 的創新與競爭力小組：提倡創新，並透過創新產品與研究交流 (IPRX) 提供 IFIA 商業化服務。
- 韓國電力公社 (KEPCO)：KEPCO 為全球第四大電力公司，目前正在建立長期策略，策畫國際創新展，以引領全球的創新。KEPCO 能幫助 IFIA 會員在電力領域創新，開發產品。

## 頒發獎項
IFIA主要獎項有：
- 最佳發明獎：IFIA 國際發明展、科技設計展、發明與創新博覽會、創新產品嘉年華中最傑出的作品可獲得 IFIA 最佳發明獎。IFIA 國際評審委員會 (International Jury Board) 會先評估參展作品的原創性、發明步驟、實用性、對全人類的貢獻。[2]
- 國家或國際知名人物可獲頒 IFIA 大使獎 (IFIA Ambassador Medal)，比如傑出科學家、知名足球教練等名望對於創新發明有貢獻者。
- 紀念獎：在發想初期至作品發展期間持續給予發明家與創新者支持的國家或國際重要人物可獲頒 IFIA 紀念獎，以表彰其對於散播發明與創新文化的卓越貢獻。 IFIA MEMORIAL AWARD （页面存档备份，存于）

另外，IFIA 紀念獎頒發給重要人物，獲獎者包括克羅埃西亞總統 Ivo Josipoviæm 博士、美國專利商標局代理局長 Teresa Stanek Rea 女士、歐洲專利局局長 Benoît Battistelli 先生、匈牙利專利局局長 Miklós Bendzsel 博士、世界智慧財產組織 主席 Francis Gurry 博士、泰國副總理暨空軍上將 Prajin Juntong。

## 舉辦活動
IFIA定期舉辦國際發明展、科技與設計博覽會、發明與創新大展、創新產品嘉年華、發明競賽或大賽每年都以IFIA的名義舉辦，展現不同領域的創新與新技術，例如綠能科技、農業產品、化學材料、機械器具、手工工具、消費性電子產品、電腦器材、能源技術等。
至少有 50 場活動以 IFIA 的名義舉行，提供機會給發明家交流創新知識、建立發明家與投資人之間的無價溝通網絡、參加企業對企業論壇、洽談發明物的授權，並從同時舉辦的附加活動中獲益，包括工作坊、研討會、大會，探討智慧財產、專利保護、商業化以及如何提供年輕創業家動能。
此外，這類活動也能嘉惠社會，提升當地經濟競爭力，並發展創新文化。當地和世界各地的製造商、代理商、推廣人員、投資人、使用者、創業家都受邀參加各式各樣的展覽，觀看原型和已有專利的發明物，因此發明物上市的機率漸漸上升。另外，新產品與創新也因到場參與活動的記者和國際媒體而知名度大增。

## 出版物
IFIA 出版物包含每週電子報、年度紙本雜誌、手冊、行事曆、行動應用程式，皆能讓資料庫中 200,000 名會員得知發明與創新界的最新消息。IFIA 舉辦過的重要活動都會呈現在 IFIA 雜誌中，例如國際發明展、研討會、工作坊、大會等，同時，收錄內容會特別強調 IFIA 和聯合國機構或其他重要組織之間的國際合作。
- 手冊會簡短介紹 IFIA 以及協會的活動和架構。
- 行事曆則會概括 IFIA 近期內將在世界各地舉行的活動，讀者能輕鬆就找到活動的地點與時間。
- IFIA 應用程式在 IOS 和 Android 平台皆可支援，只要使用手機或平板電腦即可取得上述資訊。

## 組織

### 首長
- 主席：阿里瑞札·拉斯提加爾（Alireza Rastegar）自然科學博士(2014-2018)
- 榮譽主席：法拉格·莫薩（Farag Moussa）自然科學博士，瑞士，(2004-無任期限制)
- 理事 (2014-2016)
  - 胡賽因·胡吉克（Husein Hujic），波士尼亞與赫塞哥維納 - 理事長
  - 麥查爾·索塔（Michał Szota）教授，波蘭 - 理事
  - 李納特·尼爾森（Lennart Nilson），瑞典 - 理事

### 幹部
- 大會：為協會最高管理機構，由最活躍的會員國組織組成。
- 協會主席為管理理事，由大會選出，任期四年。
- 執行委員會為決策執行機關，由大會選出，任期兩年。
- 理事與主席顧問由主席指派，任期兩年，為主席最親近的同儕與助手。

### 歷任主席 (自 1968 年起)
1968年起歷任主席：
1. A·W·理查森（A.W.Richardson）自然科學博士，英國，1968-1971
2. 哈拉德·羅曼努斯（Harald A.R.Romanus），瑞典，1971-1974
3. 弗列德里希·布米斯特（Freidrich Burmester），自然科學博士，德國，1974-1977
4. 列夫·諾德史特蘭德（Leif Nordstrand），挪威，1977-1982
5. L·L·威爾（L.L.Ware）博士，英國，1982-1984
6. 托芬·羅森文吉·約翰森（Torfin Rosenvinge Johnsen），挪威，1984-1985
7. 波·哥蘭·瓦爾林（Bo Goran Wallin），瑞典，1985-1987
8. 克拉倫斯·P·弗列德曼（Clarence P.Fledmann），瑞士，1987-1990
9. 法拉格·莫薩（Farag Moussa）自然科學博士，瑞士，1990-2006
10. 安德拉斯·維德瑞斯（András Vedres）自然科學博士，匈牙利，2006-2010-2014

## 會員國家
根據 IFIA 規章，「協會會員可為全會會員、合作會員及通訊會員」。 亦即 IFIA 會員可為進行發明和創新活動的發明家協會、機構、大學、研究中心等組織。IFIA 會員來自下列 95 個國家：
| 編號 | 國家                 | 編號 | 國家         | 編號 | 國家             |
| ---- | -------------------- | ---- | ------------ | ---- | ---------------- |
| 1    | 阿根廷               | 39   | 愛爾蘭       | 77   | 斯洛伐克         |
| 2    | 阿富汗               | 40   | 伊拉克       | 78   | 斯洛維尼亞       |
| 3    | 奧地利               | 41   | 日本         | 79   | 西班牙           |
| 4    | 澳大利亞             | 42   | 哈薩克       | 80   | 斯里蘭卡         |
| 5    | 巴林王國             | 43   | 肯亞         | 81   | 南非             |
| 6    | 孟加拉               | 44   | 韓國         | 82   | 蘇丹             |
| 7    | 貝南                 | 45   | 科威特       | 83   | 坦尚尼亞         |
| 8    | 玻利維亞             | 46   | 拉脫維亞     | 84   | 突尼西亞         |
| 9    | 波士尼亞與赫塞哥維納 | 47   | 黎巴嫩       | 85   | 土耳其           |
| 10   | 巴西                 | 48   | 利比亞       | 86   | 泰國             |
| 11   | 保加利亞             | 49   | 澳門         | 87   | 多哥             |
| 12   | 蒲隆地               | 50   | 馬其頓       | 88   | 阿拉伯聯合大公國 |
| 13   | 喀麥隆               | 51   | 馬來西亞     | 89   | 英國             |
| 14   | 加拿大               | 52   | 馬利         | 90   | 烏拉圭           |
| 15   | 中國                 | 53   | 茅利塔尼亞   | 91   | 美國             |
| 16   | 查德                 | 54   | 蒙古         | 92   | 越南             |
| 17   | 剛果                 | 55   | 摩洛哥       | 93   | 葉門             |
| 18   | 剛果民主共和國       | 56   | 尼泊爾       | 94   | 辛巴威           |
| 19   | 象牙海岸             | 57   | 荷蘭         | 95   | 烏克蘭           |
| 20   | 克羅埃西亞           | 58   | 尼日         |      |                  |
| 21   | 古巴                 | 59   | 奈及利亞     |      |                  |
| 22   | 賽普勒斯             | 60   | 挪威         |      |                  |
| 23   | 捷克                 | 61   | 巴基斯坦     |      |                  |
| 24   | 丹麥                 | 62   | 秘魯         |      |                  |
| 25   | 多明尼加             | 63   | 巴勒斯坦     |      |                  |
| 26   | 埃及                 | 64   | 菲律賓       |      |                  |
| 27   | 薩爾瓦多             | 65   | 波蘭         |      |                  |
| 28   | 愛沙尼亞             | 66   | 卡達         |      |                  |
| 29   | 芬蘭                 | 67   | 羅馬尼亞     |      |                  |
| 30   | 法國                 | 68   | 俄羅斯       |      |                  |
| 31   | 喬治亞               | 69   | 沙烏地阿拉伯 |      |                  |
| 32   | 德國                 | 70   | 塞內加爾     |      |                  |
| 33   | 匈牙利               | 71   | 塞爾維亞     |      |                  |
| 34   | 香港                 | 72   | 新加坡       |      |                  |
| 35   | 冰島                 | 73   | 瑞典         |      |                  |
| 36   | 印尼                 | 74   | 瑞士         |      |                  |
| 37   | 印度                 | 75   | 敘利亞       |      |                  |
| 38   | 伊朗伊斯蘭共和國     | 76   | 台灣         |      |                  |

## IFIA 執行委員會
IFIA 2014-2016 年委任之執行委員會：
| 編號 | 國家                 | 主席                                   |
| ---- | -------------------- | -------------------------------------- |
| 1    | 波士尼亞與赫塞哥維納 | Mladan KARIC,M.Sc.                     |
| 2    | 巴西                 | Marcelo VIVACQUA,Dr.Sc.                |
| 3    | 中國                 | Zengpei XUAN,Dr.Sc.                    |
| 4    | 克羅埃西亞           | Zoran BARISIC,M.Sc.                    |
| 5    | 丹麥                 | Mrs. Vivi AEKJAER                      |
| 6    | 德國                 | Winfried STURM                         |
| 7    | 冰島                 | Mrs. Elinora Inga SIGURDARDOTTIR       |
| 8    | 印度                 | Aynampudi SUBBARAO,Dr.Sc.              |
| 9    | 伊朗                 | Hossein VAEZI                          |
| 10   | 伊拉克               | Hazim Jabbar Al-DARAJI,Prof.           |
| 11   | 韓國                 | Shin KYOUNG-HO                         |
| 12   | 尼日                 | Idrissa Hassane SOULAY,Dr.SC.          |
| 13   | 奈及利亞             | Joel Shaka MOMODU                      |
| 14   | 菲律賓               | Billy MALANG,Dr.Sc.                    |
| 15   | 波蘭                 | Ms,Agnieszka MIKOLAJSKA, Dr.Sc.Student |
| 16   | 葡萄牙               | Fernando LOPES                         |
| 17   | 俄羅斯               | Vladimir PETRIASOV                     |
| 18   | 斯洛維尼亞           | Ms.Ana HAFNER, Dr.Sc.                  |
| 19   | 瑞典                 | Cenneth LINDKVIST                      |